# Торричелла-Пелинья
Торриче́лла-Пели́нья (итал. Torricella Peligna) — коммуна в Италии, расположена в области Абруццо, подчиняется административному центру Кьети.
Население коммуны составляет, на 01.01.2023 года, 1118 человек, плотность населения ─ 30,96 чел./км². Коммуна занимает площадь 36,11 км². 
Почтовый индекс — 66019. Телефонный код — 0872.
Покровителем коммуны почитается святой Марциал, один из Семи братьев Римских мучеников, день памяти ─ 10 июля.

## Климат
Согласно климатической классификации итальянских муниципалитетов, Торричелла-Пелинья входит в зону Е, количество градусо-дней составляет 2561.

## Население
Катойконим ─ торричеллани (итал. torricellani).

## Администрация коммуны
Главой коммуны является мэр Кармине Фикка (итал. Carmine Ficca), с 13 июня 2022 года.
Муниципалитет входит в движение «Соглашение мэров».